# 松田道之
松田道之（日语：／ Matsuda Michiyuki，1839年6月22日—1882年7月6日）日本內務官僚、政治家。曾任第一任大津縣令、第一任滋賀縣令和第七任東京府知事。他曾作為日本的官僚前往琉球，將琉球國廢為沖繩縣並將之強行納入日本的版圖之中。
松田道之為鳥取藩家老鵜殿氏的家臣久保居明的次子。最初被當作藩醫木下主計的養子，後來成為松田市太夫的嗣子。他曾在咸宜園上學，在幕末時期支持尊皇攘夷運動，明治維新後擔任內務官僚。歷任內務大書記官、京都府大參事、內務大丞等職。1871年就任大津縣縣令。1872年就任滋賀縣縣令。1875年被任命為琉球處分官，前往琉球藩視察。1875年至1879年期間曾三度訪問琉球藩，並於1879年廢除琉球藩，改為日本的沖繩縣。同年就任東京府知事。1882年病故。著有《琉球處分》一書。

## 主要著作
- 「琉球処分」1879